# カシオペヤ座RZ星
カシオペヤ座RZ星（-ざアールゼットせい）は、カシオペヤ座にある恒星で、食変光星として著名な星である。学名はRZ Cassiopeiae（略称はRZ Cas）。1906年に変光が発見された。

## 物理的性質
カシオペヤ座RZ星は視等級は6.18等から7.72等まで変光するアルゴル型変光星で、わずか1.1953日の周期で変光する。食変光星の中でも減光・増光の変化が速く、また双眼鏡で容易に観測できる明るさのため、変光星観測者の間では人気のある星である。
主星はスペクトル型がA3のA型主系列星で、食連星の一員であると同時にたて座デルタ型変光星としての変光も示す。この連星系では断続的に伴星から主星へ向けての質量移動が起きる。主星のたて座デルタ型星としての基本変光周期は約64.2周期/日だが、大規模な質量の移動が起きると変光のパターンが変化し、他の周期が現れることがある。
伴星は磁気的に活発なK0型の準巨星で、この連星系で観測されているX線や電波の放射源と考えられている。伴星の半径は主星よりも大きいが質量は太陽の0.69倍しかない。

## カシオペヤ座RZ星の導入法
カシオペヤ座RZ星はカシオペヤ座ι星の近くにある。ルクバー（カシオペヤ座δ星）とセギン（カシオペヤ座ε星）を結んでカシオペヤ座ε星の方角に同じ長さだけ延長した所に輝いている4.5等星がカシオペヤ座ι星である。カシオペヤ座ι星を見つければあとは星図を使えば容易にカシオペヤ座RZ星を見つける事が出来る。